# The Greatest (альбом Иэна Брауна)
«The Greatest» — первый альбом-сборник бывшего солиста The Stone Roses Иэна Брауна, выпущенный 12 сентября 2005 года.

## Об альбоме
В «The Greatest» включены треки из четырёх сольных альбомов Яна Брауна, а также два новых: «All Ablaze» и «Return Of The Fisherman». «All Ablaze» как сингл был выпущен 5 сентября 2005 года.
Сборник имеет два варианта: первый состоит из одного CD, а второй записан на двух CD и включает в себя расширенную надпись на обложке с упаковкой книжного размера.

## Список композиций
Standard edition
1. «My Star (Album Version)»
2. «Corpses In Their Mouths (Album Version)»
3. «Can’t See Me (Bacon & Quarmby Remix)»
4. «Be There (UNKLE Featuring Ian Brown)»
5. «Love Like A Fountain (Radio Edit)»
6. «Dolphins Were Monkeys (New Version)»
7. «Golden Gaze (Single Version)»
8. «F.E.A.R. (Album Version)»
9. «Whispers (Album Version)»
10. «Forever And A Day (The Greatest Version)»
11. «Keep What Ya Got (Album Version)»
12. «Time Is My Everything (Album Version)»
13. «Longsight M13 (Album Version)»
14. «REIGN (UNKLE Featuring Ian Brown)»
15. «Lovebug (The Greatest Version)»
16. «All Ablaze (Album Version)»
17. «Return Of The Fisherman (Album Version)»

Limited Edition (Bonus Disc)
1. «Can’t See Me (Harvey’s Invisible Mix)»
2. «My Star (2002 Version)»
3. «Dolphins Were Monkeys (UNKLE Remix)»
4. «F.E.A.R. (UNKLE Remix)»
5. «Thriller»
6. «Billie Jean»
7. «Time Is My Everything (Stateside Hombres Over Easy Mix)»
8. «See The Dawn»
9. «Superstar»
10. «Time Is My Everything (Ant Genn Mix)»
11. «Submission — (Indie 103 LA Interview)»
12. «Desire — (Gus Gus Remixed By Ian Brown)»
13. «F.E.A.R. — (The Bulletproof Demo)»

## Чарты
| Чарт (2005)     | Высшая позиция |
| --------------- | -------------- |
| UK Albums Chart | 5              |